# Paweł Klisz
Paweł Klisz (* 4. August 1992 in Bielsko-Biała) ist ein ehemaliger polnischer Skilangläufer.

## Werdegang
Klisz nahm von 2010 bis 2020 vorwiegend beim Slavic-Cup teil. Dabei kam er zehnmal aufs Podium und belegte der Saison 2014/15 den zweiten und in der Saison 2018/19 den dritten Platz in der Gesamtwertung. Bei der Winter-Universiade 2013 in Lago di Tesero belegte er jeweils den 41. Platz im Skiathlon sowie im Sprint, den 40. Rang im 30-km-Massenstartrennen und den 22. Platz über 10 km Freistil. Sein erstes Weltcuprennen lief er im Januar 2014 in Nove Mesto, welches er auf dem 56. Rang im Sprint beendete. Beim folgenden Weltcup in Szklarska Poręba erreichte er mit dem 38. Platz im 15-km-Massenstartrennen seine beste Platzierung im Weltcupeinzel. Bei den Olympischen Winterspielen 2014 in Sotschi belegte er den 64. Platz über 15 km klassisch und den 60. Rang im 30-km-Skiathlon. Bei den nordischen Skiweltmeisterschaften 2017 in Lahti errang er den 66. Platz im Sprint und den 63. Platz über 15 km klassisch. Im März 2019 wurde er Zweiter beim Bieg Piastów über 50 km klassisch.
Bei polnischen Meisterschaften siegte Klisz viermal im Teamsprint, dreimal mit der Staffel von UKS Rawa Siedlce, zweimal über 50 km und einmal über 30 km.

## Erfolge

### Siege bei Continental-Cup-Rennen
| Nr. | Datum             | Ort           | Disziplin       | Serie      |
| --- | ----------------- | ------------- | --------------- | ---------- |
| 1.  | 16. Dezember 2018 | Štrbské Pleso | Sprint Freistil | Slavic-Cup |

### Medaillen bei nationalen Meisterschaften
- 2011: Bronze im Sprint
- 2012: Gold über 30 km, Bronze über 10 km
- 2013: Gold über 50 km, Silber über 10 km
- 2015: Gold über 50 km, Bronze im Sprint
- 2016: Gold in der Staffel, Gold im Teamsprint, Silber im Sprint
- 2017: Gold im Teamsprint, Silber im Sprint, Bronze mit der Staffel
- 2018: Gold in der Staffel, Gold im Teamsprint, Silber im Sprint, Bronze über 15 km
- 2019: Gold in der Staffel, Gold im Teamsprint
- 2020: Bronze in der Staffel